# Палау на летних Олимпийских играх 2008
Олимпийская сборная Палау приняла участие в летних Олимпийских играх 2008 года в третий раз в своей истории, отправив 5 спортсменов (в том числе - 2 женщин), соревновавшихся в 3 видах спорта — лёгкой атлетике, плавании и борьбе. В качестве руководителя делегации в Пекин приехал президент Национального олимпийского комитета страны Фрэнк Кёта. На церемонии открытия команда маршировала 119-й по порядку. Знаменосцем стал Элгин Тулоп Элвейс, который впервые получил допуск на Игры от Палау по результатам квалификации, а не по специальному приглашению. По итогам игр спортсмены из Палау не смогли завоевать ни одной олимпийской медали.
Впервые Олимпийские игры транслировались на территории страны благодаря соглашению между Национальной корпорацией коммуникаций Палау и «TV New Zealand».

## 

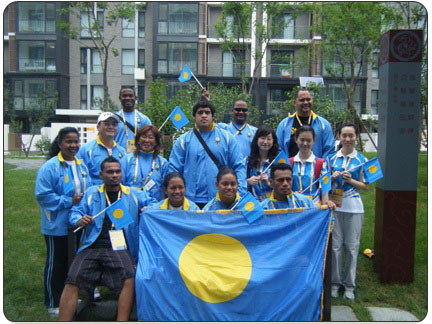
Олимпийская сборная Палау 2008

## Борьба
Спортсменов - 2
Мужчины
Вольный стиль
| Спортсмен                | Категория | Квалификация | 1/8                   | 1/4       | 1/2       | Доп. раунд 1 | Доп. раунд 2 | Финалы    | Место |
| ------------------------ | --------- | ------------ | --------------------- | --------- | --------- | ------------ | ------------ | --------- | ----- |
| Флориан Скиланг Теменгил | До 120 кг |              | Отто Аубели П 0-6 1-7 | Не прошёл | Не прошёл | Не прошёл    | Не прошёл    | Не прошёл | 16    |

Греко-римский стиль
| Спортсмен          | Категория | Квалификация | 1/8                    | 1/4       | 1/2       | Доп. раунд 1 | Доп. раунд 2 | Финалы    | Место |
| ------------------ | --------- | ------------ | ---------------------- | --------- | --------- | ------------ | ------------ | --------- | ----- |
| Элгин Тулоп Элвейс | До 55 кг  |              | Хамид Суриан П 0-8 0-6 | Не прошёл | Не прошёл | Не прошёл    | Не прошёл    | Не прошёл | 19    |

## Лёгкая атлетика
Спортсменов - 2
| Вид              | Спортсмен      | Забег     | Забег | Четвертьфинал | Четвертьфинал | Полуфинал | Полуфинал | Финал     | Финал     |
| Вид              | Спортсмен      | Результат | Место | Результат     | Место         | Результат | Место     | Результат | Место     |
| ---------------- | -------------- | --------- | ----- | ------------- | ------------- | --------- | --------- | --------- | --------- |
| Джесси Тамангроу | Мужчины, 100 м | 11,38     | 74    | Не прошёл     | Не прошёл     | Не прошёл | Не прошёл | Не прошёл | Не прошёл |
| Пеория Кошиба    | Женщины, 100 м | 13,18     | 74    | Не прошла     | Не прошла     | Не прошла | Не прошла | Не прошла | Не прошла |

## Плавание
Спортсменов - 1
Женщины
| Дисциплина           | Спортсмен          | Предварительные заплывы | Предварительные заплывы | Полуфинал | Полуфинал | Финал     | Финал     |
| Дисциплина           | Спортсмен          | Результат               | Место                   | Результат | Место     | Результат | Место     |
| -------------------- | ------------------ | ----------------------- | ----------------------- | --------- | --------- | --------- | --------- |
| Амбер Сикосанг Йобеч | 50 м вольный стиль | 30,00                   | 71                      | Не прошла | Не прошла | Не прошла | Не прошла |